# Priyanka Phogat
Priyanka Phogat (ur. 12 maja 1993) – indyjska zapaśniczka walcząca w stylu wolnym. Srebrna medalistka mistrzostw Azji w 2016 roku. 
Zawodniczka CDR Punyab Royals w lidze Pro Wrestling.
Jest kuzynką zapaśniczki Geety Phogat.